# Lousa (Torre de Moncorvo)
Lousa ist eine Gemeinde (Freguesia) im portugiesischen Kreis Torre de Moncorvo. In ihr leben 287 Einwohner (Stand 19. April 2021).